# Süloğlu
Süloğlu ist eine Kreisstadt und ein Landkreis im Südwesten der türkischen Provinz Edirne. Die Stadt liegt 32 km östlich von der Provinzhauptstadt und beherbergt über die Hälfte der Landkreisbevölkerung (2020: 51,9 %). Süloğlu ist nach einem osmanischen General benannt und wurde 1967 in den Rang einer Gemeinde erhoben.
Der Landkreis wurde 1990 vom zentralen Landkreis Edirne abgespalten. Bis dahin gehörten die elf Dörfer und die Gemeinde zum Bucak Süloğlu. Die Einwohnerzahl betrug bei der letzten Volkszählung vor der Gebietsänderung (1985) 13.073, davon entfielen auf den/die/das Bucak Merkez (also die Gemeinde Süloğlu) 4423 Einwohner.
Der Kreis erstreckt sich im Nordosten der Provinz und grenzt an die Kreise Lalapaşa im Norden, den Kreis Havsa im Süden, den zentralen Landkreis Edirne im Westen sowie an den zentralen Landkreis der Provinz Kırklareli im Osten.
Zum Landkreis gehören zehn Dörfer (Köy) mit durchschnittlich 329 Einwohnern. Büyük Gerdelli war mit 766 Einwohnern das größte Dorf.
Der Landkreis Süloğlu ist mit einer Fläche von 342 km² der kleinste der Provinz. Ende 2020 lag Süloğlu mit 6851 Einwohnern auf dem vorletzten Platz der bevölkerungsreichsten Landkreise in der Provinz Edirne. Die Bevölkerungsdichte liegt mit 20 Einwohnern je Quadratkilometer unter dem Provinzdurchschnitt (66 Einwohner je km²) und ist die zweitniedrigste innerhalb der Provinz.